# Miguel Ángel Pérez Eranio
Pour les articles homonymes, voir Pérez et Miguel Pérez.
Miguel Angel Perez Eranio (né le 1er janvier 1950 en Argentine) était un joueur de football argentin. Il a joué principalement dans différents clubs portugais, au poste d'ailier gauche. 

## Carrière
Le début de carrière de Perez reste inconnu à ce-jour. Cependant à ses vingt-deux ans il rejoint le Portugal, en troisième division avec le SCU Torreense. Jouant au poste d'ailier gauche, pour sa première saison il obtient rapidement l'accession en deuxième division. Perez devient un élément important, et reste au club durant de nombreuses saisons.
Il se fait remarquer par plusieurs clubs, et rejoint par la suite le Portimonense SC, avec qui il découvre la première division durant la saison 1976-77. Auteur de six buts durant sa première saison, il ne fait pas mieux durant sa deuxième saison où il joue très peu en championnat. Ainsi il quitte le Portimonense, vers une destination inconnue durant la saison 1977-78.
Pendant la saison 1978-79 il rejoint le GD Nazarenos avec qui il dispute la deuxième division. Perez réalise des belles saisons avec le GD Nazarenos, auteur de onze buts puis six buts la saison suivante. Cependant il ne perce pas au plus haut niveau, et se voit rejoindre le CD Oliveirenses qui dispute la quatrième division. Il refait surface en deuxième division la saison suivante, aux dépens du UD Rio Maior.
La saison 1983-84 reste inconnue, cependant il évoluera une saison avec l'AC Marinhense en deuxième division durant la saison 1984-85.

## Statistiques
| Saison                | Club                  | Championnat           | Championnat | Championnat | Coupe(s) nationale(s) | Coupe(s) nationale(s) | Total | Total |
| Saison                | Club                  | Division              | M.          | B.          | M.                    | B.                    | M.    | B.    |
| 1972-1973             | SCU Torreense         | 3                     | -           | -           | -                     | -                     | 0     | 0     |
| 1973-1974             | SCU Torreense         | 2                     | -           | -           | -                     | -                     | 0     | 0     |
| 1974-1975             | SCU Torreense         | 2                     | -           | -           | -                     | -                     | 0     | 0     |
| 1975-1976             | SCU Torreense         | 2                     | -           | -           | -                     | -                     | 0     | 0     |
| Sous-total            | Sous-total            | Sous-total            | -           | -           | -                     | -                     | 0     | 0     |
| 1976-1977             | Portimonense SC       | 1                     | 25          | 6           | -                     | -                     | 25    | 6     |
| 1977-1978             | Portimonense SC       | 1                     | 9           | 1           | -                     | -                     | 9     | 1     |
| Sous-total            | Sous-total            | Sous-total            | 34          | 7           | -                     | -                     | 34    | 7     |
| 1979-1980             | GD Nazarenos          | 2                     | 30          | 11          | -                     | -                     | 30    | 11    |
| 1980-1981             | GD Nazarenos          | 2                     | 26          | 6           | -                     | -                     | 26    | 6     |
| Sous-total            | Sous-total            | Sous-total            | 56          | 17          | -                     | -                     | 56    | 17    |
| 1981-1982             | CD Oliveirenses       | 3                     | -           | -           | -                     | -                     | 0     | 0     |
| Sous-total            | Sous-total            | Sous-total            | -           | -           | -                     | -                     | 0     | 0     |
| 1982-1983             | UD Rio Maior          | 2                     | -           | -           | -                     | -                     | 0     | 0     |
| Sous-total            | Sous-total            | Sous-total            | -           | -           | -                     | -                     | 0     | 0     |
| 1984-1985             | AC Marinhense         | 2                     | -           | -           | -                     | -                     | 0     | 0     |
| Sous-total            | Sous-total            | Sous-total            | -           | -           | -                     | -                     | 0     | 0     |
| Total sur la carrière | Total sur la carrière | Total sur la carrière | 90          | 24          | -                     | -                     | 90    | 24    |

## Palmarès
Néant